# Портрет Катерини Абази роботи Тараса Шевченка
«Портре́т Катери́ни Абази́» (бристольський картон, акварель, 22.5*18.1) — портрет роботи Тараса Шевченка, виконаний 1837 року в Петербурзі.
Ліворуч олівцем дата і авторський підпис: «1837. Шевченко». На звороті Ієремія Айзеншток, на підставі свідчень колишніх власників портрета, 1934 року олівцем написав: «Екатерина Абаза урожд. Нахимова». Відтоді твір відомий як портрет Катерини Абази. В шевченкознавчій літературі висловлено думку, що, ймовірно, портретована — дочка наглядача Зимового палацу М. С. Нахімова, яку звали насправді не Катериною, а Єлизаветою. Зберігається в Національному музеї Тараса Шевченка в Києві.